# نش موتورز
نش موتورز (به انگلیسی: Nash Motors) شرکت خودروسازی آمریکایی بود، که در سال ۱۹۱۷ توسط چارلز دبلیو. نش در شهر کنوشا، ویسکانسین، ایالات متحده آمریکا تأسیس شد.
از سال ۱۹۳۷ تا ۱۹۵۴ به‌عنوان یکی از زیرمجموعه‌های شرکت خودروسازی نش-کلویناتور فعالیت می‌نمود. گرچه کمپانی نش موتورز در سال ۱۹۵۴ منحل اعلام شد، ولی تولیدات این شرکت تا سال ۱۹۵۷ همچنان تحت برند امریکن موتورز کورپوریشن عرضه می‌گردید.
از برندهای تحت مدیریت شرکت خودروسازی نش می‌توان به: نش هیلی، خودروسازی آژاکس، رامبلر و لافایت اشاره کرد. مشهورترین خودروهای تولید شده این شرکت نیز عبارتند از: نش متروپولیتن، رامبلر ربل، ناش رامبلر و نش هیلی.

## نگارخانه

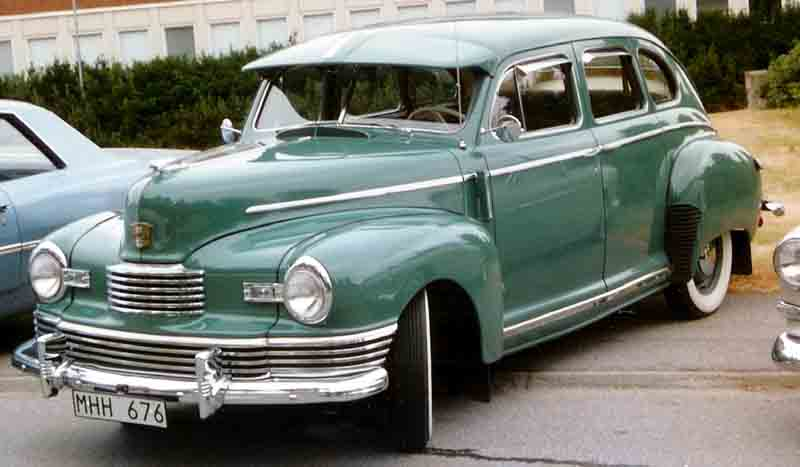
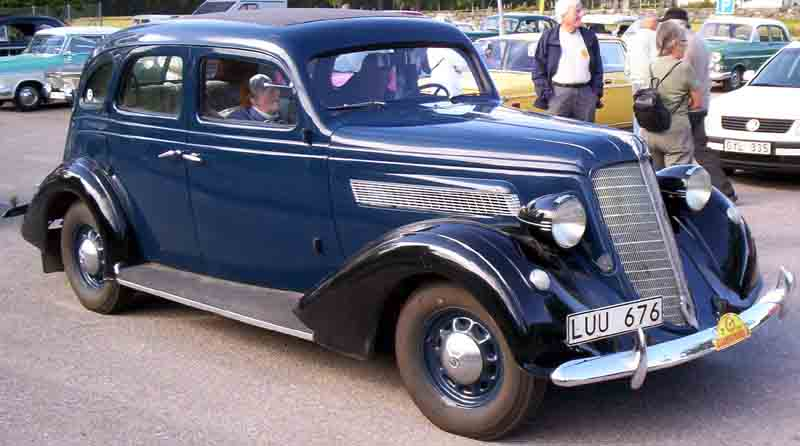
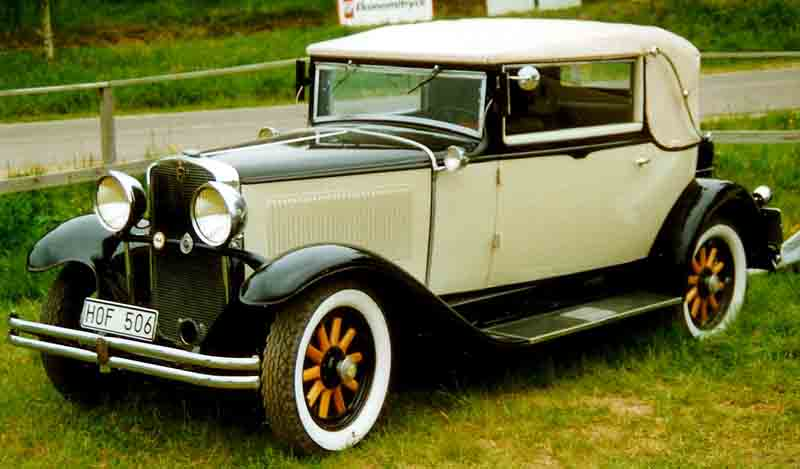
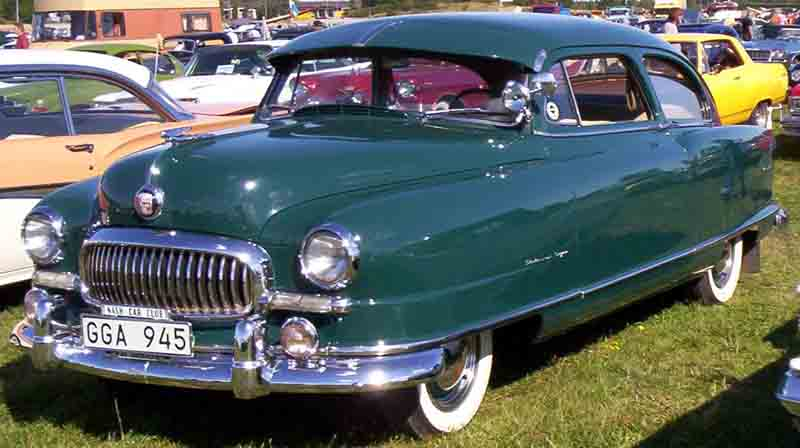
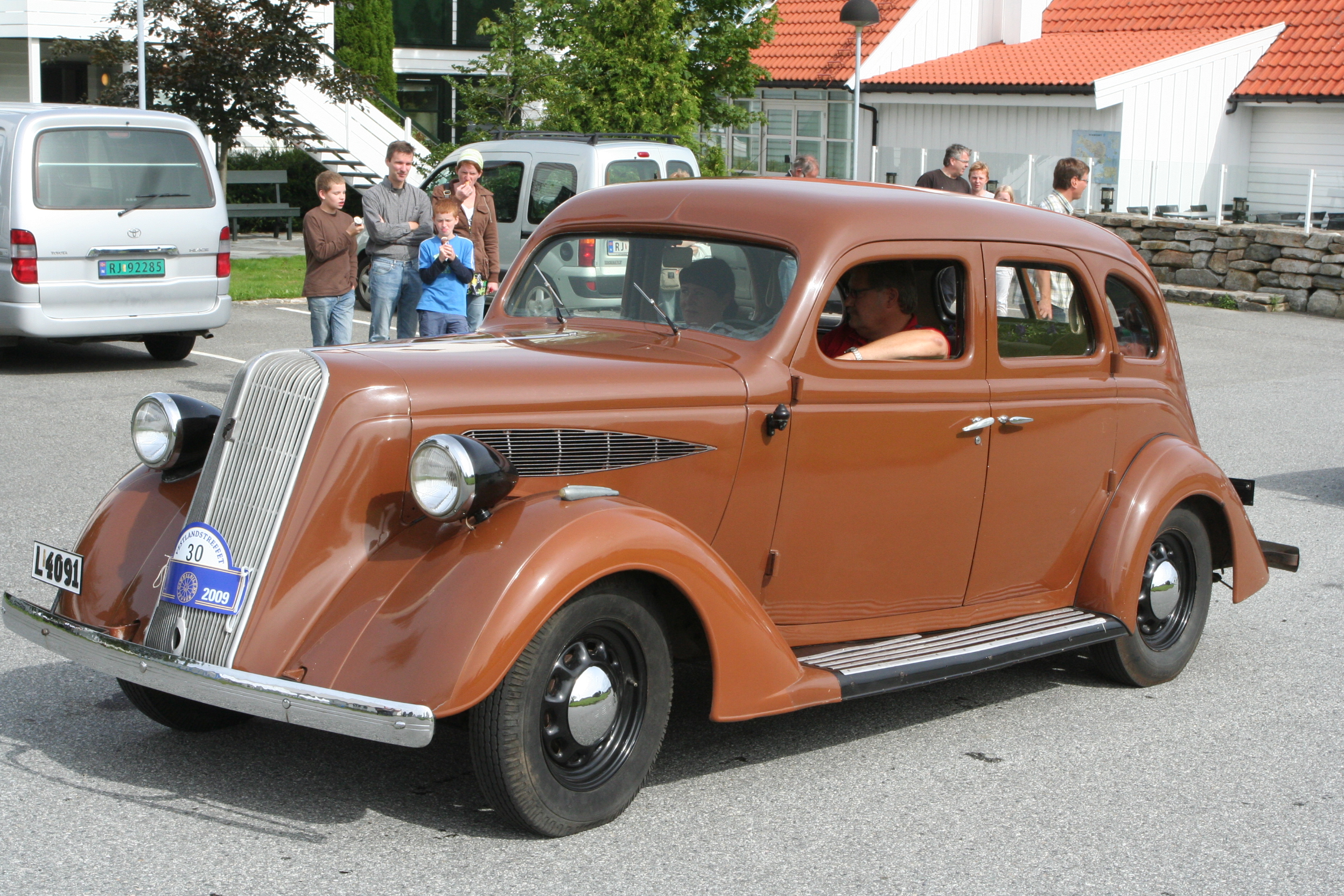
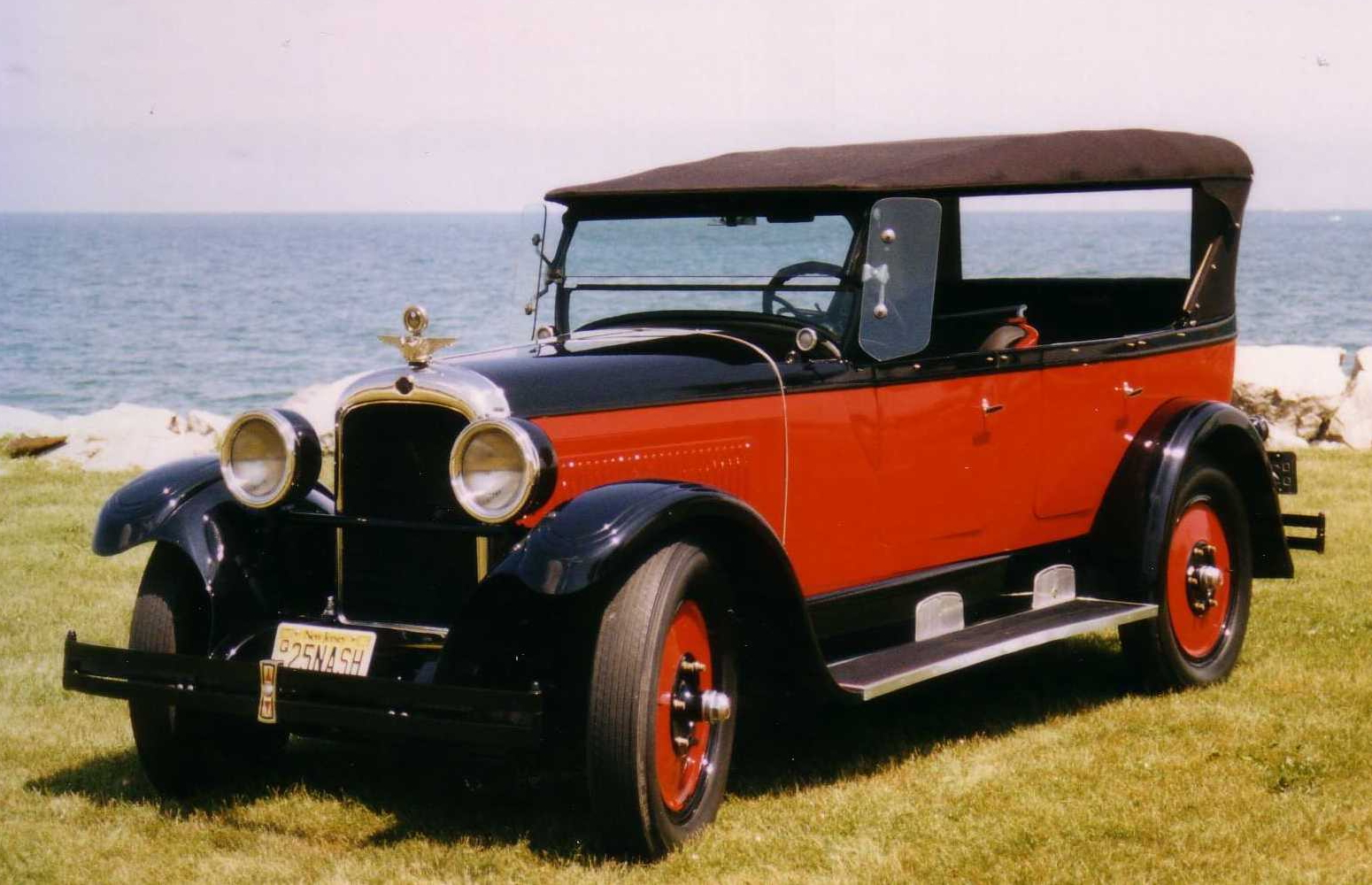
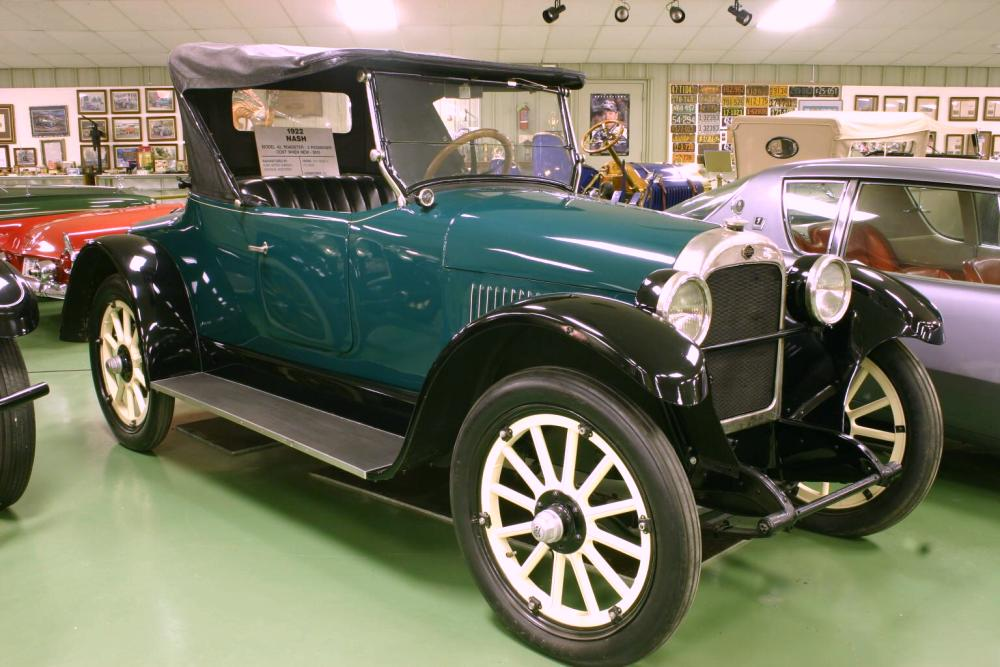
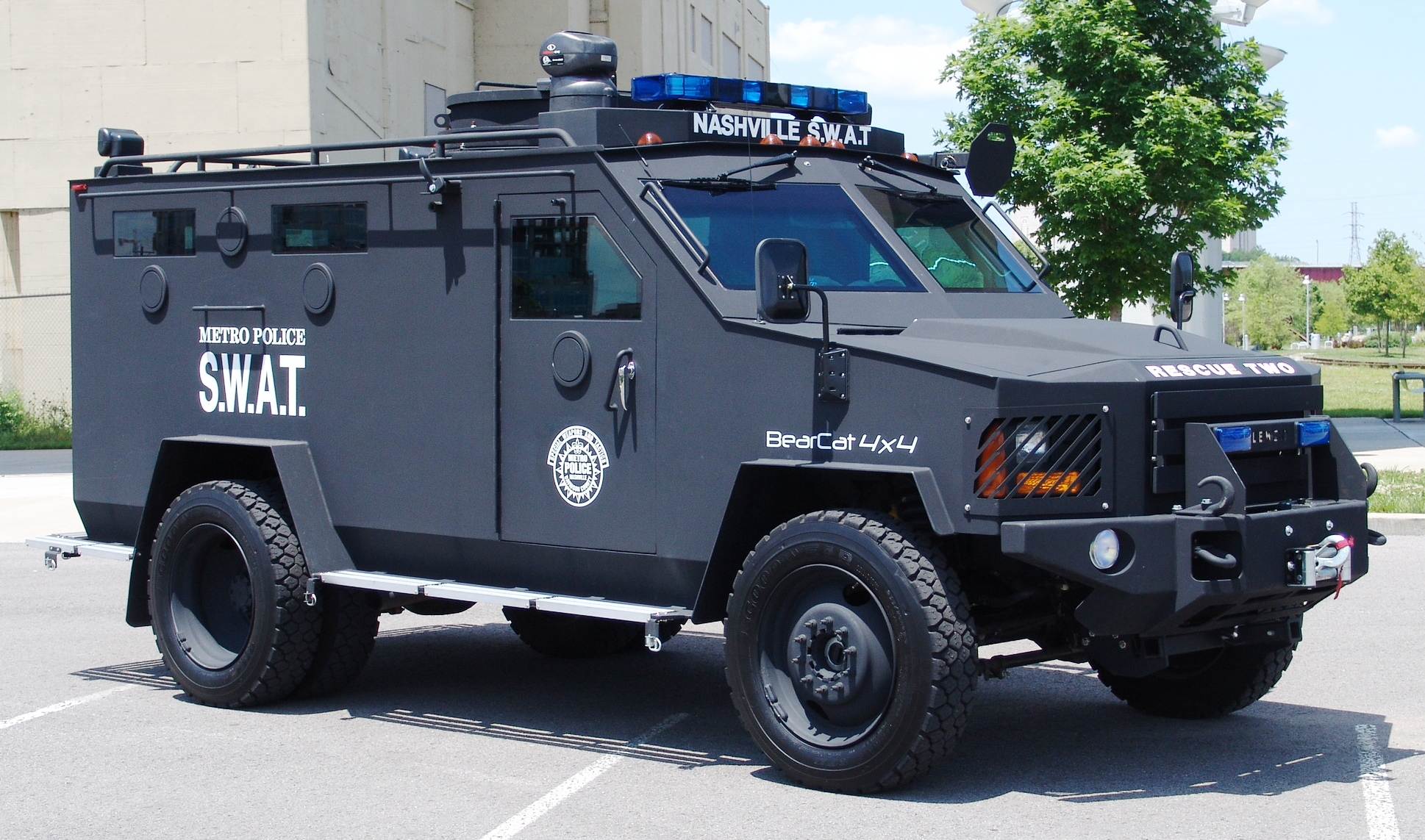
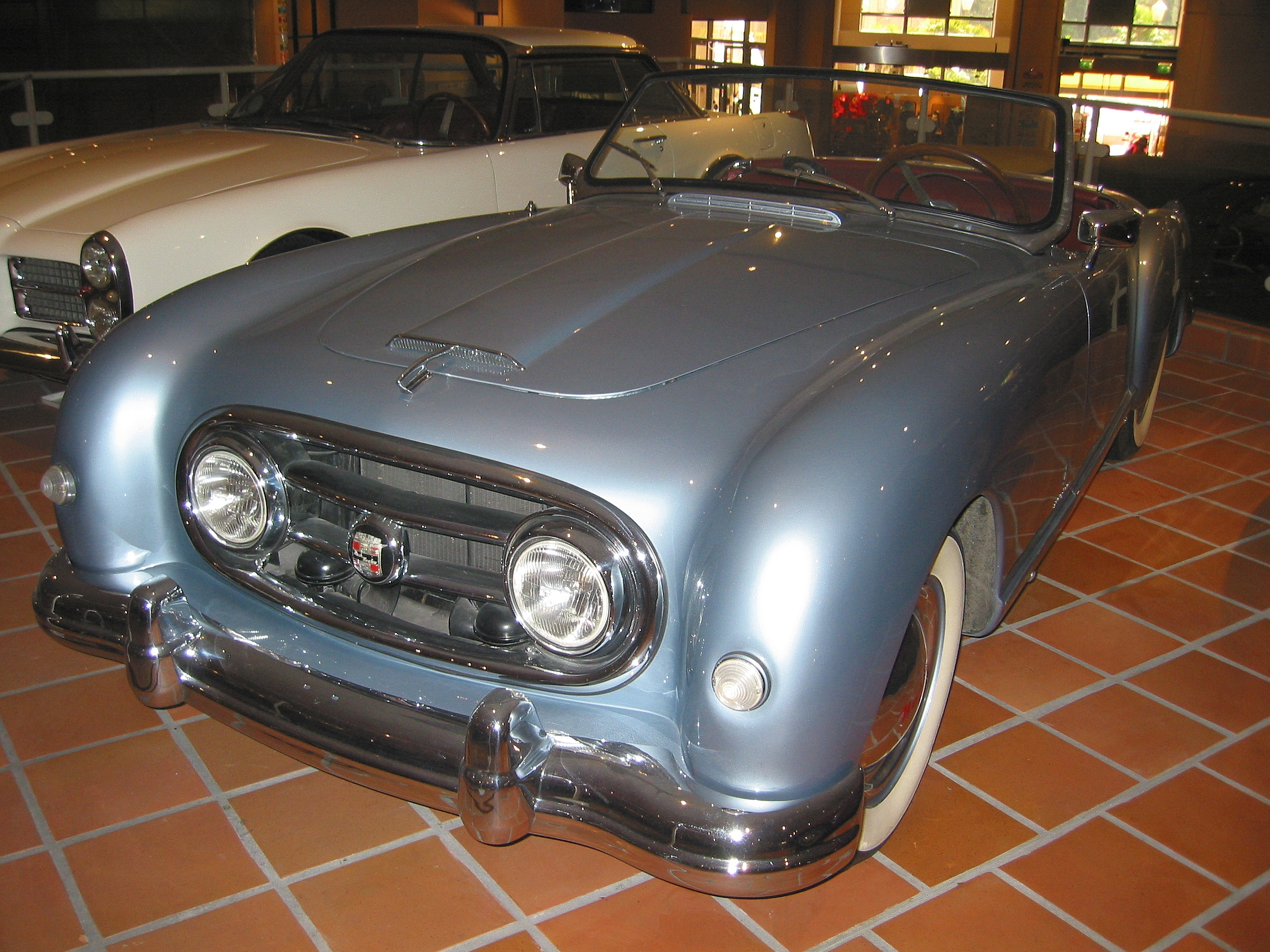
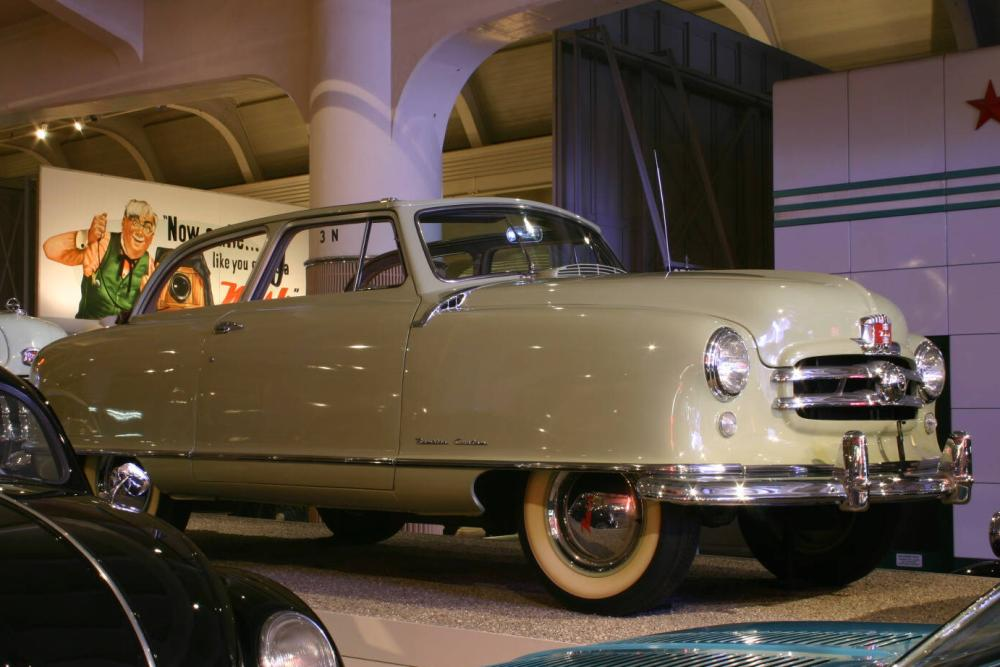
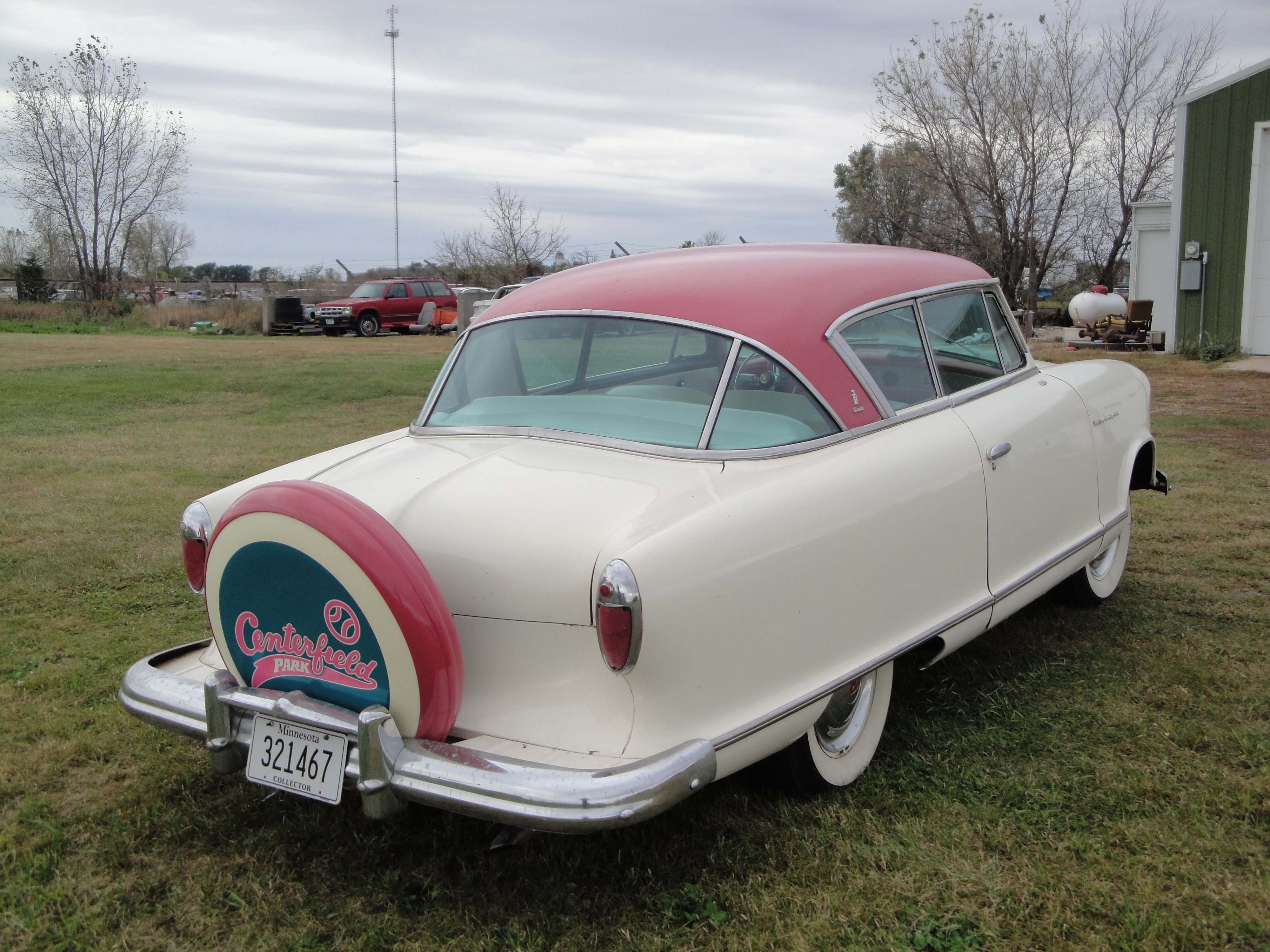
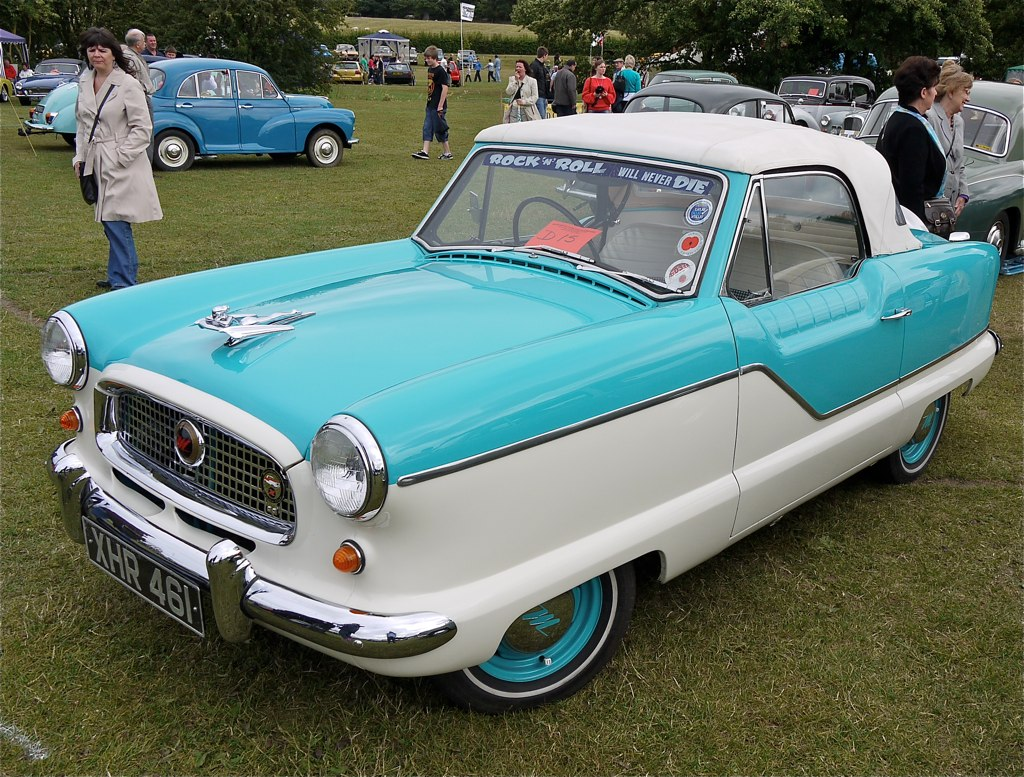